# Eosentomon noonadanae
Eosentomon noonadanae är en urinsektsart som beskrevs av Sören Ludvig Paul Tuxen och Imadaté 1975. Eosentomon noonadanae ingår i släktet Eosentomon och familjen trakétrevfotingar. Inga underarter finns listade i Catalogue of Life.